# Festival de Cinema de Muntanya de Torelló
El Festival de Cinema de Muntanya de Torelló, actualment anomenat Festival BBVA de Cinema de Muntanya, anteriorment Festival Unnim de Cinema de Muntanya pel patrocini de l'Obra Social de Caixa Sabadell, és un festival cinematogràfic centrat en la muntanya i la natura que es realitza anualment a Torelló, a la comarca d'Osona.
Generalment, el certamen s'ha anat celebrant a la darreria de novembre al Teatre Cirvianum. A part de la secció de competició, en la qual el millor film rep el premi Vila de Torelló el festival inclou activitats com ara col·loquis, exhibicions i exposicions. L'edició de l'any 2011 va disposar d'un pressupost de 172.000 euros (28% capital públic) i més de 5.300 persones hi van assistir, arribant a les 6.000 en 2015 i 6.800 espectadors en 2019. L'edició de 2020 es va posposar per la Pandèmia per coronavirus de 2020 a Catalunya.

## Categories competitives
- Gran Premi Vila de Torelló (millor pel·lícula)
- Millor pel·lícula de muntanya
- Millor pel·lícula ecològica
- Millor pel·lícula d'esports de muntanya
- Millor fotografia
- Millor guió
- Premi especial del jurat